# Sports Illustrated: Championship Football & Baseball
A Sports Illustrated: Championship Football & Baseball sportvideójáték, melyet a Malibu Interactive fejlesztett és jelentetett meg. A játék 1993–1994-ben jelent meg Game Boy, Game Gear, illetve Super Nintendo Entertainment System platformokra. A Championship Football & Baseball a Sports Illustrated magazin licence alatt készült, és egy amerikaifutball- és egy baseballmódot is tartalmaz.
A játékosok az amerikaifutball-módban teljes, 16 mérkőzésből, illetve a rájátszásból álló szezonokat játszhatnak, a csapatkeretet 90 játékosból lehet összeállítani. Az amerikaifutball-módban a kamera a mérkőzések kimenetelébe beleszólható pillatoknál ráközelít az akcióra. A baseballmódban a játékosok 28 nem licencelt csapat közül választhatnak, illetve számos védő- és támadójátékot is kivitelezhetnek. A mérkőzések előtt mindkét mód szezonmódjában meg lehet nézni a teljes ligaállást, teljes csapat- és ligabeosztást, illetve a csapatokot is össze lehet hasonlítani egymással.
A játék Európában All-American Championship Football cím alatt, a baseballmód eltávolításával jelent meg.

## Fogadtatás
A GamePro magazin szerkesztője a játék Super Nintendo Entertainment System-verziójának grafikájára és hangzására 2,5/5-ös, míg az irányítására és a szórakoztatására 3/5-ös pontszámot adott, negatívumként kiemelve az opciók limitált számát, a gyenge grafikát, ami miatt nehézkes követni az akciót, a tompa hangeffekteket, valamint a valós csapatok és játékosok helyetti nem licencelt másukat, kiemelve, hogy „a játékosok azonosításának hiánya távol tart az akciótól.”

## Fordítás
- Ez a szócikk részben vagy egészben  a   Sports Illustrated: Championship Football & Baseball című angol Wikipédia-szócikk ezen változatának fordításán alapul.  Az eredeti cikk szerkesztőit annak laptörténete sorolja fel. Ez a jelzés csupán a megfogalmazás eredetét és a szerzői jogokat jelzi, nem szolgál a cikkben szereplő információk forrásmegjelöléseként.